# Ave Maria University

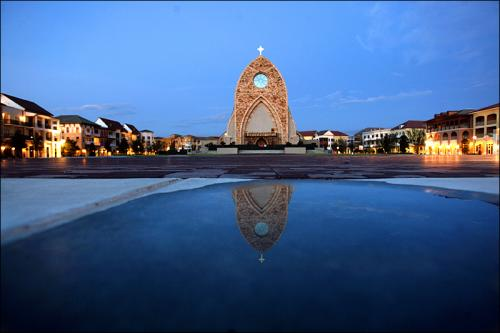
Oratorium in Ave Maria

Die Ave-Maria-Universität ist eine katholische Privatuniversität in Ave Maria bei Naples, Florida.
Die kleine private Universität wurde von dem US-amerikanischen Unternehmer Tom Monaghan (Domino’s Pizza) gegründet. Der 2007 bezogene Campus liegt in der neugegründeten Stadt Ave Maria, der ersten katholischen Stadtgründung der Vereinigten Staaten. Es ist die erste katholische Universitätsgründung in den USA seit 1966. Die Universität hat einen strengen römisch-katholischen Ehrenkodex.

## Historisches
Erster Leiter der Universität war Joseph Fessio SJ. In San Marcos, Carazo, Nicaragua, gab es ab 2007 eine Dependance, die „Ave Maria University – Latin American Campus (AMULAC)“. Sie wurde 2013/2014 an eine andere amerikanische Privatuniversität, die Keiser University, verkauft, die die dortige Hochschule seither weiterbetreibt.
Die Universität bot 2009 zehn Abschlüsse in grundständigen Studien („undergraduate“) und drei Abschlüsse im Graduiertenprogramm („graduate“) an sowie Promotionsmöglichkeit in Theologie („PhD“) an.

### Fakultäten
- Biologie und Chemie
- Klassische und frühchristliche Literatur
- Wirtschaftswissenschaften
- Geschichte
- Literatur
- Mathematik und Physik
- Philosophie
- Politikwissenschaften
- Musik (Kirchenmusik)
- Katholische Theologie

## Zahlen zu den Studierenden
Stand 2006 war es geplant, dass die Universität 2020 rund 6.000 Studierende unterrichten sollte. 2007 waren rund 600 Studenten in zehn Fakultäten eingeschrieben. Die Zahl der Studierenden lag 2014 erstmals über 1.000 und stieg bis 2021 auf 1260. Davon strebten die meisten, nämlich 1242, ihren ersten Studienabschluss an, sie waren also undergraduates. 48 arbeiteten auf einen weiteren Abschluss hin, sie waren postgraduates.